# مورگان اسپرینگز (آلاباما)
مورگان اسپرینگز (به انگلیسی: Morgan Springs) یک منطقهٔ مسکونی در ایالات متحده آمریکا است که در آلاباما واقع شده‌است. مورگان اسپرینگز ۱۱۷٫۰۴ متر بالاتر از سطح دریا واقع شده‌است.